# Gabrielle Nanchen
Gabrielle Nanchen, née à Aigle le 31 mars 1943 (originaire d'Icogne ; binationale franco-suisse), est une personnalité politique suisse, membre du parti socialiste.
Députée du canton du Valais au Conseil national de fin 1971 à fin 1979, elle est l'une des premières onze femmes à y siéger.

## Biographie
Gabrielle Nanchen naît Gabrielle Stragiotti le 31 mars 1943 à Aigle, dans le Chablais vaudois. Son père, Gabriel Stragiotti, est d'origine italienne, tandis que sa mère, née Cécile Thiault, est d'origine française. Originaire d'Icogne, Gabrielle Nanchen possède également la nationalité française.
Après des études en sciences sociales à l'Université de Lausanne et à l'École d'études sociales de Lausanne de 1962 à 1965, elle travaille comme assistance sociale à l'État du Valais de 1966 à 1969.
Elle épouse Maurice Nanchen, psychologue, en 1967. Ils ont trois enfants. Elle est veuve depuis 2021.
Elle est domiciliée à Icogne (Valais).

## Parcours politique
Élue au Conseil national en 1971, à l’âge de 28 ans, elle est la plus jeune des onze femmes élues au Parlement l’année de l’introduction du droit de vote et d’éligibilité au niveau fédéral. Elle est également la première femme socialiste élue au Conseil national en Suisse romande. Elle s'est beaucoup engagée en faveur de la politique sociale et familiale.
En 1975, elle conserve son siège au Conseil national puis se présente aux élections du Conseil d'État valaisan en 1977. Vainqueure en nombre de voix, elle voit toutefois son élection invalidée, la Constitution valaisanne interdisant à deux personnes habitant dans le même district de siéger ensemble au Conseil d’État. Or, Antoine Zufferey, lui aussi domicilié dans le district de Sierre, l’avait devancée en nombre de suffrages. Renonçant à changer de domicile, Gabrielle Nanchen perd l’occasion de devenir la première femme élue dans un exécutif cantonal en Suisse.
Elle quitte le Conseil national en 1979 après la naissance de son troisième enfant. Elle y aura défendu le droit à l’avortement et une politique familiale protégeant mieux la maternité,.

### Autres activités
Elle prend en 1979 ou 1980 la vice-présidence de la Commission fédérale pour les questions féminines, fonction qu'elle exerce jusqu'en 1987 . Elle est également présidente à partir de 1980 de l’association valaisanne Femmes - Rencontres - Travail.  
À la fin des années 1980, elle devient déléguée de la Direction de la coopération au développement et de l'aide humanitaire (Direction du développement et de la coopération à partir de 1996) pour les questions Nord-Sud auprès du Conseil de l’Europe. 
Membre du Comité international de la Croix-Rouge entre 1998 et 2009, elle est également membre, puis présidente, du conseil de fondation de Swissaid  de 1998 à 2002 et présidente de la Fondation pour le développement durable des régions de montagne de 1999 à 2006. Elle est aussi responsable du développement durable en 1997 pour la candidature de Sion aux Jeux olympiques d'hiver de 2006. 
Dans les années 2010, elle devient vice-présidente de l’Association Compostelle-Cordoue, fondée en 2009 par des pèlerins de Compostelle, de Jérusalem et de La Mecque voulant bâtir un pont entre les cultures.

## Hommage
En 1972, Carole Rossopoulos réalise un film documentaire dépeignant les réactions à la suite de sa candidature au Conseil d'État.

## Ouvrages
- Hommes et femmes, le partage, Favre, Lausanne, 1981, 196 p.
- Saint-Jacques de Compostelle, De Suisse en Galice, un chemin vers soi-même, 2009

- Compostelle-Cordoue, Marche et Rencontre, sous la direction de Gabrielle Nanchen, 2012
- Le goût des autres, 2018[12],[13]

- Fatimatou et le glacier (ill. Amélie Buri), Le Mont-sur-Lausanne, Ouverture, 2024, 81 p. (ISBN 9782884134194)